# Milly Alcock

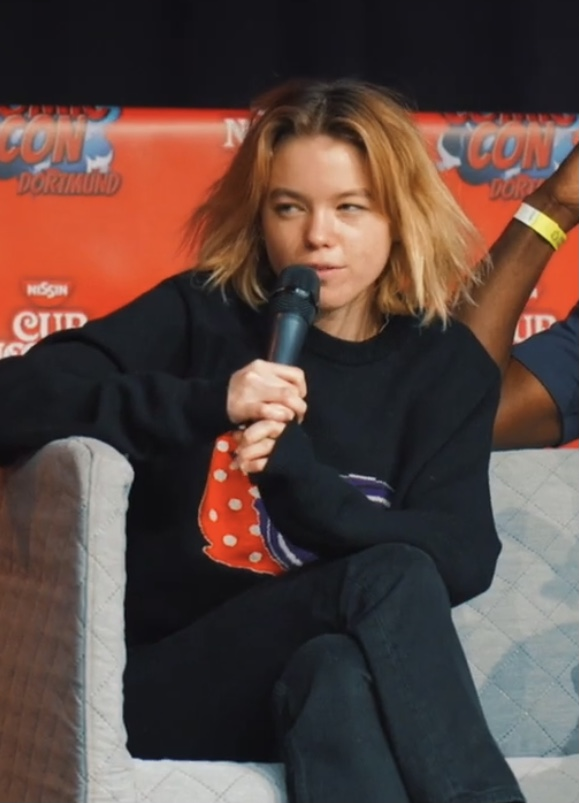
Milly Alcock (2022)

Milly Alcock (* 11. April 2000 in Sydney, New South Wales) ist eine australische Schauspielerin.

## Leben
Alcock wuchs in Sydney auf. Sie gab 2014 ihr Schauspieldebüt in einer Episode der Fernsehserie Wonderland. In den darauffolgenden Jahren etablierte sie sich durch größere Rollen in Fernsehserien wie High Life, Janet King, A Place to Call Home, Pine Gap, Fighting Season oder Les Norton als Schauspielerin in Australien. Im Jahr 2018 stellte sie im Film The School – Schule des Grauens die Rolle der Jien dar. Von 2019 bis 2020 übernahm sie in zehn Episoden der Fernsehserie Reckoning die Rolle der Sam Serrato. 2019 verkörperte sie die Ausreißerin Meg in der Fernsehserie Upright. Für diese Leistung wurde sie von der Casting Guild of Australia mit dem Rising Star Award ausgezeichnet. Mit ihrer Rolle als junge Prinzessin Rhaenyra Targaryen in der HBO-Fernsehserie House of the Dragon wurde sie einem breiteren Publikum bekannt. 2023 veröffentlichten Noel Gallagher’s High Flying Birds das Musikvideo zu Easy Now mit ihr als Darstellerin. Am 29. Januar 2024 wurde sie als neue Supergirl-Darstellerin bestätigt.

## Filmografie (Auswahl)
- 2014: Wonderland (Fernsehserie, Episode 2x14)
- 2017: High Life (Fernsehserie, 6 Episoden)
- 2017: Janet King (Fernsehserie, 3 Episoden)
- 2018: The School – Schule des Grauens (The School)
- 2018: A Place to Call Home (Fernsehserie, 4 Episoden)
- 2018: Pine Gap (Miniserie, 5 Episoden)
- 2018: Fighting Season (Miniserie, 6 Episoden)
- 2019: Les Norton (Miniserie, 4 Episoden)
- 2019–2020: Reckoning (Miniserie, 10 Episoden)
- 2019–2022: Upright (Fernsehserie, 16 Episoden)
- 2020: The Gloaming (Fernsehserie, 7 Episoden)
- 2020: The Familiars (Kurzfilm)
- 2022–2024: House of the Dragon (Fernsehserie, 7 Episoden)
- 2025: Sirens (Miniserie, 5 Episoden)
- 2025: Superman